# Шрёдер, Курт
Курт Шрёдер (нем. Kurt Schröder; 6 сентября 1888, Хагенов — 5 января 1962, Франкфурт-на-Майне) — немецкий дирижёр и кинокомпозитор.

## Биография
Изучал музыковедение, философию и германистику в Берлине и Ростоке, как музыкант остался самоучкой. В 1910 г. начал работать репетитором и актёром в театре города Кёнигсхютте, затем работал репетитором и дирижёром в оперных театрах Кёнигсберга, Кобурга, Мюнстера, Кёльна. В 1930—1942 гг. писал музыку к фильмам, в том числе в 1932—1934 гг. работал в съёмочной группе Александра Корды в Лондоне, где написал, помимо прочего, музыку к известному фильму «Частная жизнь Генриха VIII».
В 1946 году был назначен первым послевоенным руководителем Симфонического оркестра Франкфуртского радио и занимал этот пост до 1953 г. Среди прочего осуществил с оркестром концертное исполнение оперы Рихарда Вагнера «Тангейзер».